# 梶原加奈江
梶原 加奈江（かじわら かなえ、1986年4月1日 - ）は、日本のタレント。愛称は『かなぽん』、『ポン師匠』。所属事務所はCM-JAPAN。

## 人物
- 出身：愛知県
- 趣味：ネイル、ヨガ
- 特技：ヘアメイク
- 資格：普通自動車免許、カラーコーディネート、パターン、被服、ワープロ検定等
- ペットの子猫を飼っている。名前は『ふるふる』で、芸名は『田中よしお』。性別はメス♀。
- アイドルユニット『M♡LK』、『Lottin』メンバーとしてライブ活動も行っている。

## 来歴

### M♡LK
- みーここと畠中みゆきとユニット『M♡LK』を結成。

ユニット名の♡だが、サイトでは使えない（表示できない）ことが多いので☆を代用してM☆LKとしていることが多い。
※オリコンスタイルフルではユニット名のM♡LKが、MiLKで登録されているよう。
- 2011年05月14日（土曜日）、渋谷CLUB CRAWLにて初の2マンライブを開催。

出演：畠中みゆき／梶原加奈江／佐々木由香／涼城えみ／M♡LK（畠中みゆき・梶原加奈江）／Rainbow Wings（佐々木由香・涼城えみ）
- 2011年10月8日のライブを最後に、みーここと畠中みゆきとのユニット『M♡LK』が解散となった。
- 2016年6月28日付のTwitter（現・X）で無期限の芸能活動休止を報告した。

### Lottin
- 2011年09月にガールズユニット『Lottin』を結成。

メンバー：芹岡らんじ、なるせまこ、高瀬ゆき、梶原加奈江、
Lottinにはそれぞれ担当と色合いがあり、かなぽんはミニマム担当でMCもしており、カラーはピンクである。
※これらを略してMMP（M(MINIMUM：ミニマム)、M(master of ceremony：MC)、P(pink：ピンク)）としている。
- 2011年10月23日 渋谷CLUB CRAWLにて『Lottin』初お披露目ライブ。
- 2012年01月29日 渋谷CLUB CRAWLにて小川菜那が新メンバーとして初参加。
- 2012年04月15日 渋谷RUIDO K2にて寺島あかりが新メンバーとして初参加。
- 2012年07月16日 池袋RUIDO K3にて瀧澤馬琴(タレント)が新メンバーとして初参加。
- 2012年09月14日 Trois bijoux Tokyoにて青木幸穂、石愛羽、水森由菜が新メンバーとして初参加。

## 出演

### テレビ
- SMAP×SMAP（2010年、関西テレビ・フジテレビ）

DJ Hello Kitty×SMAPスペシャルコラボライブのバックダンサーとして出演。　

#### ネット放送
- インターネット放送局K-Station（ニコニコ生放送公式チャンネル）

### 映画
- ヤンキー女子高生6～八王子最強伝説～

### Androidアプリ
- AKIBA MAID 萌 shwakeup（NEC BIGLOBE Ltd.）

### イベント
- Live Stream from K-Station on CLUB CRAWL

2010年06月～毎月第2土曜日

## ディスコグラフィー

### 着うたフル

#### 梶原加奈江
- 『全て同じ一日』

作詞：堂安一途　作曲：藤岡麻美　アレンジ：尾飛良幸
オリコンスタイルフルより2010年04月07日に配信開始
- 『Change』

作詞：堂安一途　作曲：MICROJAM
オリコンスタイルフルよりリメイク版として2012年09月26日に配信開始
- 『Fake show』

オリコンスタイルフルよりリメイク版として2012年11月01日に配信開始
- 『サヨナラの消去法』

オリコンスタイルフルより2013年02月03日に配信予定

#### M♡LK
- 『Change』

作詞：堂安一途　作曲：MICROJAM
オリコンスタイルフルより2011年06月29日に配信開始
- 『Fake show』

オリコンスタイルフルより2011年08月24日に配信開始